# Чернь (соціологія)
Че́рнь — багатозначний соціально-історичний термін, що позначає соціальну групу. В різні історичні часи поняття терміна "чернь", дещо різнилося, в деталях. Але майже всі  значення терміна "чернь" об'єднувало приналежність групи осіб що ним позначали, до бідних соціальних верств. 

## Історія значень терміна
- В часи Київської Русі і Великого князівства Литовського черню називали бідних мешканців міст, що займалися ремеслами, перенесенням вантажів та дрібною торгівлею [1].
- В часи Речі Посполитої та Гетьманщини термін використовувався для позначення нижчих прошарків населення, зазвичай селян. Вживався також урядовцями Речі Посполитої для характеристики рядового козацтва, у тому числі реєстрового[2].
- В подальшому, починаючи з ХІХ століття термін "чернь" використовувався для позначення бідних соціальних верств, тобто незаможних мешканців міст та сіл. Черню називали "простий народ", що нерідко протиставлявся "народу заможному".
- В літературі ХІХ століття інколи термін "чернь" використовувалося для позначення духовно обмеженого соціального середовища, що позбавлено високих помислів і бажань, незалежно від майнового стану [3].